# Fumihiko Tachiki
Fumihiko Tachiki (立木 文彦 Tachiki Fumihiko?, nacido el 29 de abril de 1961 en la Prefectura de Nagasaki) es un seiyū y narrador japonés nacido en la prefectura de Nagasaki.

## Carrera
Anteriormente era un cantante de blues y conocido por su baja voz, Tachiki es más conocido como el narrador de las peleas del PRIDE Fighting Championships (transmisiones japonesas únicamente).
En el 2003, el hizo equipo con Toshiyuki Morikawa para formar la banda "2HEARTS", siendo uno de sus trabajos el opening de la serie: Blue Seed (bajo el nombre de "Takada Band").
Como parte de la banda "2HEARTS" junto con Toshiyuki Morikawa, una de sus canciones fue presentada como el ending del videojuego "Dynasty Warriors 4: Empires".

## Filmografía

### Anime
- Aria the Natural (Apa-jiisan)
- Arakawa Under the Bridge (Billy)
- Ashita no Nadja (Count Harcourt)
- Bakemonogatari (Padre de Senjougahara, Ep. 12)
- Bleach (Kenpachi Zaraki)
- Blue Seed (Washington Police)
- Bungō Stray Dogs 2 (Santouka Taneda)
- Case Closed (Vodka)
- D.Gray-man (Narrador, Mana Walker)
- Digimon Frontier (Cerberumon)
- Eden's Bowy (Vilog)
- El Cazador de la Bruja (Ricardo)
- Fukigen na Mononokean (Gigigi no Oyabun)
- Fullmetal Alchemist (Detective de mediana edad en ep10)
- Fullmetal Alchemist Brotherhood (Sloth)
- Ghost Hound (Ryōya Komori)
- Gintama (Hasegawa Taizou, Narrador)
- Golden Kamuy (Narrador)
- Gravion Zwei (President)
- Gungrave (Bunji Kugashira)
- Hidamari Sketch x365 (Narrador, episodio 9)
- High School DxD (Ddraig)
- Higurashi no Naku Koro ni (Tatsuyoshi Kasai)
- Hunter x Hunter (Menthuthuyoupi, Youpi)
- InuYasha (Gamajiro, Tsukumo no Gama, Sō'unga))
- Kaiji (Narrador)
- Level - E (Narrador)
- Little Snow Fairy Sugar (The Elder)
- Lucky☆Star (voces secundarias)
- Mobile Suit Victory Gundam (Wattary Gilla)
- Monogatari Series Second Season (Padre de Senjōgahara, ep 3)
- Monster (manga) (Reportero en el episodio 21)
- Naruto (Gatsu, cazarrecomensas en los episodios 159-160)
- Nana (Ginpei Shiroboshi)
- Neon Genesis Evangelion (Gendō Ikari)
- Nisekoi (Sr. Tachibana)
- Nogizaka Haruka No Himitsu (Gento Nogizaka)
- One Piece (Don Krieg, Akainu)
- Ore no Imōto ga Konna ni Kawaii Wake ga Nai (Daisuke Kōsaka)
- Ouran High School Host Club (Yoshio Ohtori)
- Pokémon (Lieutenant Surge)
- Samurai Champloo (Rikiei Nagatomi)
- Shinreigari/Ghost Hound (Ryōya Komori)
- Sentai Daishikkaku (Masurao Nadeshiko)
- SoltyRei (Joseph)
- Sorcerer Hunters OVA (Jii)
- Tales of Symphonia: The Animation (Kratos Aurion)
- The Big O (Paul Lederman)
- Texhnolyze (Takuya Kawai)
- Trinity Blood (Vaclav Havel)
- Turn A Gundam (Muron Muron)
- Weiss Kreuz (Botan)
- Yakitate!! Japan (Kirisaki Yuuichi)
- Zegapain (Talbot)

### Videojuegos
- Angelique (Victor)
- Anubis: Zone of the Enders (Voces adicionales)
- Serie de Crash Bandicoot (Tiny Tiger)
- Gungrave (Bunji Kugashira)
- Gungrave: Overdose (Bunji Kugashira)
- Kingdom Hearts: Re:Chain of Memories (Lexaeus)
- Namco x Capcom (Arthur)
- Nier (Grimoire Noir)
- Odin Sphere (Odin, Verdo, Wagner)
- Perfect Dark Zero (Jack Dark)
- Soulcalibur III (Nightmare)
- Tales of Symphonia (Kratos Aurion)
- League of Legends (Azir)
- Dissidia: Final Fantasy Opera Omnia (Xande)
- Street Fighter V (Gill)

### Papeles de doblaje
- Animaniacs (Ralph)
- Star Trek: Deep Space Nine (Kor)
- Panic Room (Burnham)
- Kill Bill (Budd)
- Ray (Joe Adams)
- Die Another Day (Damian Falco)
- Cars (Mack)
- Dr. Quinn, Medicine Woman (Hank Lawson)
- Trilogía de Lord of the Rings (Gamling)
- Ultraman: el ascenso (Dr. Onda)[1]

## Entrevistas
- Fumihiko Tachiki and Daisuke Sato Interview - 11/28/2006
- Fumihiko Tachiki and Daisuke Sato Interview - 11/29/2006
- Fumihiko Tachiki and Daisuke Sato Interview - 11/30/2006
- Fumihiko Tachiki and Daisuke Sato Interview - 12/01/2006